# 繆西婭·普拉達
缪西娅·比安奇·普拉达（英語：Miuccia Bianchi Prada，1949年5月10日—），是意大利时尚设计师及企业家。缪西娅是Prada创办人马里奥·普拉达（Mario Prada）最小的孙女，她与丈夫帕吉欧‧貝特利一同担任Prada集团的执行长。她与Patrizio Bertelli共同带领集团走向国际市场并进行产品研发，被福布斯杂志评选为全球百大最具影响力的女性之一。

## 生活
繆西婭于1949年5月10日生于意大利米蘭，是吉诺·比安奇（Gino Bianchi）与路易莎·普拉达（Luisa Prada）的女儿。
从米蘭大學政治学系毕业后，她就开始为祖父于1913年创立的时尚家庭事业设计饰品。
20世纪70年代末，繆西婭认识了来自托斯卡纳的企业家Patrizio Bertelli。他们的专业关系很快发展为私人情感，之后两人结婚并育有两子。

## 事业
繆西婭与丈夫一起推动Prada的发展及国际拓展。在最开始的时候，Prada品牌仅生产高质量的皮革制品，如手提包与行李箱；然而，在Patrizio Bertelli的管理以及繆西婭的创意指导之下，他们开始多元化经营，并扩大产品线。
这个品牌迎来转折点的契机是繆西婭于1985年设计的一系列做工精细的黑色尼龙手提袋，此一系列產品引导品牌走向国际市场并提高了知名度。
繆西婭的作法被认为非常大胆而新颖，几年過去，促进了这个品牌一季又一季成长的关键策略性资产。
在1993年，繆西婭推出了成衣品牌Miu Miu，这个品牌被视为她的“另一个灵魂”。
此外，繆西婭与知名建筑师合作，旨在创新购物体验。普立茨克建筑奖得主雷姆·库哈斯（Rem Koolhaas）及瑞士建筑师事务所赫爾佐格和德梅隆（Herzog & de Meuron）与Prada连手打造“Epicenter”纽约店（2001年）、东京店（2003年）以及洛杉矶店（2004年）。这些分店将高级精品、科技、设计及建筑和各式各样的服务、感官与视觉体验融为一体。

2012年，纽约大都会艺术博物馆服装学院主办了繆西婭以及伊尔莎·夏帕瑞利（Elsa Schiaparelli）年度特展。
2015年，繆西婭与Patrizio Bertelli共同出任為Prada集团执行长，管理以下品牌：Prada、Miu Miu、Church’s、Car Shoe 和Marchesi。

## Fondazione Prada
繆西婭与她的丈夫Patrizio Bertelli都非常热爱当代艺术。因此，他们在1993年创立了Fondazione Prada（普拉达文化艺术基金会），旨在推广当代艺术展览以及其他剧院、哲学与建筑相关文化活动。2011年，Fondazione Prada位于18世纪威尼斯王后宫的威尼斯展览空间开幕。2015年5月9日，雷姆·库哈斯重新设计的米兰展馆对外开放。

## 获奖记录
- 2000年，伦敦皇家艺术学院颁发荣誉博士学位。

- 2004年，获得了美国设计师协会时尚大奖CFDA[6]。

- 2006年，法国文化部颁发二等（军官勋位）法国艺术与文学勋章。

- 2008年3月，繆西婭成為首位登上《纽约时报杂志》封面的时尚设计师，并刊出6页文章[7]。

- 2010年，罗马美国学院颁发McKim勋章奖[8]。

- 2013年，被授予纽约独立策展人协会（ICI）所设的Leo奖以及Agnes Gund策展奖[9]。同年，她获得英国时装协会（BFC）所设的“年度国际设计师”奖[10]。